# Megaphthalmoides unilineatus
Megaphthalmoides unilineatus är en tvåvingeart som först beskrevs av Zetterstedt 1838.  Megaphthalmoides unilineatus ingår i släktet Megaphthalmoides och familjen kolvflugor. Inga underarter finns listade i Catalogue of Life.